# 明智軍記

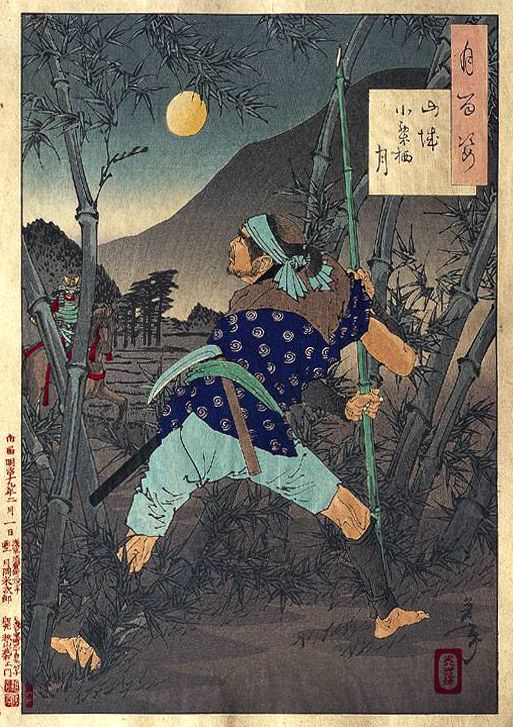
月百姿「山城小栗栖月」（月岡芳年作）　明智光秀が小栗栖で落ち武者狩りに遭う場面

『明智軍記』（あけちぐんき）は、江戸時代中期の元禄初から15年（1688年 - 1702年）頃に書かれたといわれる、明智光秀を主人公とする軍記物である。著者は不明。全10巻。毛利田庄太郎と伊丹屋茂兵衛の版がある。

## 概略
明智光秀の美濃脱出から山崎の戦いの後、光秀が小栗栖の竹藪で殺害されるところまで書かれている。前述の通り著者が不明の上、明智光秀の死後100年ほど経った頃に書かれた軍記物（創作を含む作品で、資料としても二次、三次資料）であり、誤謬も多く、他書の内容と整合しない独自の記述が多くあって裏付けに乏しいため、一般的に史料価値は低いとされる。
高柳光寿は「誤謬充満の悪書」とするが、小和田哲男は「『明智軍記』の作者が、現在私たちが知りえない何らかの情報を握っていた可能性は皆無とは言えず」「同書によってしか知ることができない情報も少なくない。もっとも、軍記物としての限界から、そのまま信用できない部分も多く」記載内容を吟味する必要があるが、全く史料的側面がないわけではないとする。桐野作人は著書『だれが信長を殺したのか』の中で、光秀の重臣・斎藤利三に「としかず」とのルビがあるのを取り上げ、「『明智軍記』は俗書ながら、明智家中の末裔らしき事情通が編纂に関与している形跡がある」と述べている。

## 書籍情報
- 二木謙一校注『明智軍記』新人物往来社、1995年／KADOKAWA、2019年。ISBN 4044005435。
- 田中淑紀訳『現代語訳 明智軍記』大衆書房、1992年。